# Batgera, Afzalpur
Batgera là một làng thuộc tehsil Afzalpur, huyện Gulbarga, bang Karnataka, Ấn Độ.